# Ла Коконал, Десвијасион а Агва Фрија (Сан Хуан Баутиста Тустепек)
Ла Коконал, Десвијасион а Агва Фрија (шп. La Coconal, Desviación a Agua Fría) насеље је у Мексику у савезној држави Оахака у општини Сан Хуан Баутиста Тустепек. Насеље се налази на надморској висини од 10 м.

## Становништво
Према подацима из 2005. године у насељу је живело 9 становника.

### Хронологија
| Година       | 2005 |
| ------------ | ---- |
| Становништво | 9    |

### Попис
| # | Индикатор                        | Вредност |
| - | -------------------------------- | -------- |
| 1 | Укупно појединачних домаћинстава | 1        |